# ゴット・ティル・イッツ・ゴーン
「ゴット・ティル・イッツ・ゴーン」(Got 'til It's Gone)は、ジャネット・ジャクソンの楽曲。

## 概要
6枚目のスタジオ・アルバム『ザ・ヴェルヴェット・ロープ』から先行シングルとしてリリースされた。
Qティップをフィーチャリングしており、ジョニ・ミッチェルの楽曲「ビッグ・イエロー・タクシー」をサンプリングしている。
ミュージック・ビデオはマーク・ロマネクによって監督され、第40回グラミー賞では「最優秀短編ミュージック・ビデオ賞」を受賞した。
同年12月1日に『HEY!HEY!HEY! MUSIC CHAMP』に出演した際にはこの曲が披露された。

## 収録曲
マキシ・シングル
1. ゴット・ティル・イッツ・ゴーン (ラジオ・エディット)
2. ゴット・ティル・イッツ・ゴーン (メロウ・ミックス)
3. ゴット・ティル・イッツ・ゴーン (ネリー・フーパー・マスター・ミックス)
4. ゴット・ティル・イッツ・ゴーン (メロウ・ミックス・エディット)
5. ゴット・ティル・イッツ・ゴーン (アルバム・バージョン)

## チャート
| チャート (1997年)                             | 最高位 |
| --------------------------------------------- | ------ |
| オーストラリア (ARIA)                         | 10     |
| オーストリア (Ö3 Austria Top 40)              | 21     |
| ベルギー (Ultratop 50 Flanders)               | 23     |
| ベルギー (Ultratop 50 Wallonia)               | 29     |
| カナダ トップシングルス (RPM)                 | 19     |
| カナダ ダンス/アーバン (RPM)                  | 1      |
| カナダ コンテンポラリー・ヒット・ラジオ (BDS) | 10     |
| デンマーク (Tracklisten)                      | 5      |
| ヨーロッパ (European Hot 100 Singles)         | 6      |
| フィンランド (Suomen virallinen lista)        | 17     |
| フランス (SNEP)                               | 11     |
| ドイツ (GfK Entertainment charts)             | 17     |
| ハンガリー (マハーズ)                         | 3      |
| アイスランド (Íslenski Listinn Topp 40)       | 14     |
| アイルランド (IRMA)                           | 16     |
| イタリア (FIMI)                               | 19     |
| オランダ (Dutch Top 40)                       | 6      |
| オランダ (Single Top 100)                     | 9      |
| ニュージーランド (Recorded Music NZ)          | 4      |
| ノルウェー (VG-lista)                         | 13     |
| スコットランド (Official Charts Company)      | 14     |
| スウェーデン (Sverigetopplistan)              | 6      |
| スイス (Schweizer Hitparade)                  | 11     |
| 台湾 (IFPI)                                   | 9      |
| UK シングルス (OCC)                           | 6      |
| UK R&B (OCC)                                  | 1      |
| UK Airplay (Music Week)                       | 14     |
| US Radio Songs (Billboard)                    | 36     |
| US Dance Club Songs (Billboard)               | 6      |
| US R&B/Hip-Hop Airplay (Billboard)            | 3      |
| US Rhythmic (Billboard)                       | 12     |

| チャート (1997年)                            | 順位 |
| -------------------------------------------- | ---- |
| オーストラリア (ARIA)                        | 74   |
| カナダ ダンス/アーバン (RPM)                 | 20   |
| ヨーロッパ (European Hot 100 Singles)        | 46   |
| ブラジル (SNEP)                              | 59   |
| オランダ (Dutch Top 40)                      | 72   |
| オランダ (Single Top 100)                    | 53   |
| ニュージーランド (Recorded Music NZ)         | 48   |
| スウェーデン (Sverigetopplistan)             | 37   |
| イギリス (OCC)                               | 66   |
| 米国 R&B/ヒップホップ エアプレイ (Billboard) | 53   |